# インディアナポリス国際ヴァイオリン・コンクール
インディアナ国際ヴァイオリン・コンクール（英: International Violin Competition of Indianapolis）は、アメリカ合衆国インディアナ州インディアナポリスで開催される若手ヴァイオリニストを対象とした音楽コンクール。

## 概要
1982年、トーマス・J・ベツキェヴィチ（英: Thomas J. Beczkiewicz、1936年 - ）、ジョーゼフ・ギンゴールドらが提唱して第1回が開催され、以来、4年ごとに開催される。国際音楽コンクール連盟に加盟している。課題曲がここまで詳細に指定される国際コンクールはこれしかなく、日本のコンサートホールではほとんど演奏されることのない曲目が含まれる。なお、アメリカの現代音楽の作曲家の演奏が必修になっている。審査の偏りが目立つコンクールである。

## 開催年と入賞者
過去の優勝者などについては、公式ウェブサイトに掲載されている。

### 第1回（1982年）
- 第1位　ミハエラ・マルティン（ドイツ語版）（Mihaela Martin）（ルーマニア）
- 第2位　アイダ・カヴァフィアン（英語版）（Ida Kavafian）（アメリカ）
- 第3位　ユヴァル・ヤロン（英語版）（Yuval Yaron）（イスラエル）
- 第4位　オリヴィエ・シャルリエ（フランス）
- 第5位　胡乃元（フー・ナイユン）（台湾）
- 第6位　長沼由里子（日本）

### 第2回（1986年）
- 第1位　竹澤恭子（日本）
- 第2位　レオニダス・カヴァコス（ギリシャ）
- 第3位　アンドレス・カルデネス（英語版）（Andrés Cárdenes）（アメリカ）
- 第4位　キム・チン（英語版）（Chin Kim）（韓国）
- 第5位　ヤン・スンシク（Sung-sic Yang）（韓国）
- 第6位　アニック・ルサン（Annick Roussin）（フランス）

### 第3回（1990年）
- 第1位　パヴェル・ベルマン（ロシア）
- 第2位　マルコ・リッツィ（wikidata）（Marco Rizzi）（イタリア）
- 第3位　イヴァン・チャン（Ivan Chan）（アメリカ）
- 第4位　ヴィルジニー・ロビヤール（Virginie Robilliard）（フランス）
- 第5位　デイヴィッド・キム（英語版）（David Kim）（アメリカ）
- 第6位　マーティン・ビーヴァー（カナダ）

### 第4回（1994年）
- 第1位　ジュリエッテ・カン（英語版）（Juliette Kang）（カナダ）
- 第2位　ステファン・ミレンコヴィッチ（英語版）（Stefan Milenkovich）（ユーゴスラヴィア）
- 第3位　デイヴィッド・チャン（英語版）（David Chan）（アメリカ）
- 第4位　ヤーッコ・クーシスト（英語版）（Jaakko Kuusisto）（フィンランド）
- 第5位　神谷美千子（日本）
- 第6位　ロビン・シャープ（Robin Sharp）（アメリカ）

### 第5回（1998年）
- 第1位　ジュディス・インゴルフソン（英語版）（Judith Ingolfsson）（アイスランド）
- 第2位　リヴィウ・プルナル（英語版）（Liviu Prunaru）（ルーマニア）
- 第3位　ペク･ジュヤン（Ju-Young Baek）（韓国）
- 第4位　スヴェトリン・ルセフ（英語版）（Svetlin Roussev）（ブルガリア）
- 第5位　アンドリュー・ハヴェロン（wikidata）（Andrew Haveron）（イギリス）
- 第6位　ビン・ファン（wikidata）（Bin Huang）（中国）

### 第6回（2002年）
- 第1位　バルナバーシュ・ケレメン（ハンガリー）
- 第2位　セルゲイ・ハチャトゥリアン（アルメニア）
- 第3位　キム・スビン（英語版）（Soo-vin Kim）（アメリカ）
- 第4位　フランク・ファン（英語版）（Frank Huang）（アメリカ）
- 第5位　スーシエ・パク（Su-sie Park）（オーストラリア）
- 第6位　アリーナ・ポゴストキーナ（ドイツ）

### 第7回（2006年）
- 第1位　アウグスティン・ハーデリヒ（英語版）（Augustin Hadelich）（ドイツ）
- 第2位　シモーネ・ラムスマ（オランダ語版）（Simone Lamsma）（オランダ）
- 第3位　セレステ・ゴールデン（Celeste Golden）（アメリカ）
- 第4位　リ・ユラ（Yura Lee）（韓国）
- 第5位　チェ・イェウン（wikidata）（Ye-Eun Choi）（韓国）
- 第6位　ベラ・フリストヴァ（英語版）（Bella Hristova）（ブルガリア）

### 第8回（2010年）
- 第1位　クララ＝ジュミ・カン（英語版）（Clara-Jumi Kang）（ドイツ／韓国）
- 第2位　ヨン・ソヨン（英語版）（So-young Yoon）（韓国）
- 第3位　ベンジャミン・ベイルマン（フランス語版）（Benjamin Beilman）（アメリカ）
- 第4位　シェ・ハオミン（Hao-ming Xie）（中国）
- 第5位　アンタル・ザライ（英語版）（Antal Zalai）（ハンガリー）
- 第6位　アンドレイ・バラーノフ（フランス語版）（ロシア）

### 第9回（2014年）
- 第1位　チョ・ジンジョ（Jin-joo Cho）（韓国）
- 第2位　テッサ・ラーク（英語版）（Tessa Lark）（アメリカ）
- 第3位　リム・ジヨン（英語版）（Ji-Young Lim）（韓国）
- 第4位　キム・ダミ（Da-mi Kim）（韓国）
- 第5位　ジャン・ヨジン（Yoo-Jin Jang）（韓国）
- 第6位　イ・ジユン（Ji-Yoon Lee）（韓国）

### 第10回（2018年）
- 第1位　リチャード・リン（英語版）（林品任/Richard Lin）（アメリカ／台湾）
- 第2位　外村理沙（日本）
- 第3位　ルーク・フー（Luke Hsu）（アメリカ）
- 第4位　アンナ・リー（Anna Lee）（アメリカ）
- 第5位　イオアナ・クリスティナ・ゴイセア（英語版）（Ioana Cristina Goicea）（ルーマニア）
- 第6位　シャノン・リー（英語版）（Shannon Lee）（アメリカ／カナダ）

### 第11回（2022年）
- 第1位　シレーナ・フアン（英語版）（アメリカ合衆国）
- 第2位　ジュリアン・リー（アメリカ合衆国）
- 第3位　吉田 南（wikidata）（日本）
- 第4位　クレア・ウェルズ（アメリカ合衆国）
- 第5位　ソービーン・リー（韓国）
- 第6位　ジョシュア・ブラウン（アメリカ合衆国）